# برطس
قرية برطس هي إحدى القرى التابعة لمركز أوسيم في محافظة الجيزة في جمهورية مصر العربية. حسب إحصاءات سنة 2006، بلغ إجمالي السكان في برطس 32825 نسمة، منهم 16858 رجل و15967 امرأة.

## التاريخ
قرية برطس من القرى القديمة، وردت في قوانين ابن مماتي ضمن الأعمال الجيزية. كما وردت في تحفة الإرشاد، وذكرها ابن الجيعان في التحفة السنية من الأعمال الجيزية، وفي تاج العروس وردت محرفة باسم «برطيس» وقال أنها قرية بالجيزية.